# Firefox Send
Firefox Send — сервис-файлообменник, позволяющий пересылать файлы до 2,5 гигабайт. Лицензируется как Свободное программное обеспечение, Mozilla Public License.

## История
Разрабатывается корпорацией Mozilla с 2017 года.
Вышел из бета-версии по состоянию на 12 марта 2019 года.
17 сентября 2020 года поддержка сервиса была прекращена из-за распространения вредоносных файлов.
На его основе запущен сервис Send.

## Технические данные
Исходный код написан на Node.js и доступен на GitHub.
Все файлы зашифровываются до загрузки и расшифровываются клиентом после получения. Ключ шифрования никогда не передаётся на сервер.
Позволяет пересылать файлы до 2,5 гигабайт; без регистрации — до 1 гигабайта. Также позволяет устанавливать для загружаемых файлов максимально возможное число скачиваний (1, 2, 3, 4, 5, 20, 50, 100) и срок хранения (5 минут, 1 час, 1 день, 7 дней).

## Сторонние клиенты
- ffsend — клиент с интерфейсом командной строки.